# Attentat du 12 septembre 2008 à Doujaïl
L'attentat du 12 septembre 2008 à Doujaïl est survenu le 12 septembre 2008 vers 18 h 0, heure locale (15 h 0 UTC), à Doujaïl, dans le gouvernorat de Salah ad-Din, en Irak, lorsqu'un kamikaze a conduit et fait exploser une voiture chargée d'explosifs dans un poste de police, tuant 31 personnes et en blessant 60 autres,. Une clinique médicale voisine a également été endommagée. L'attaque s'est produite vers 18 h 20, heure locale. Elle a été imputée à Al-Qaïda par l'armée américaine et était la plus grande attaque en Irak depuis des mois à un moment où la violence était tombée à son plus bas niveau en 4 ans.